# Pippin

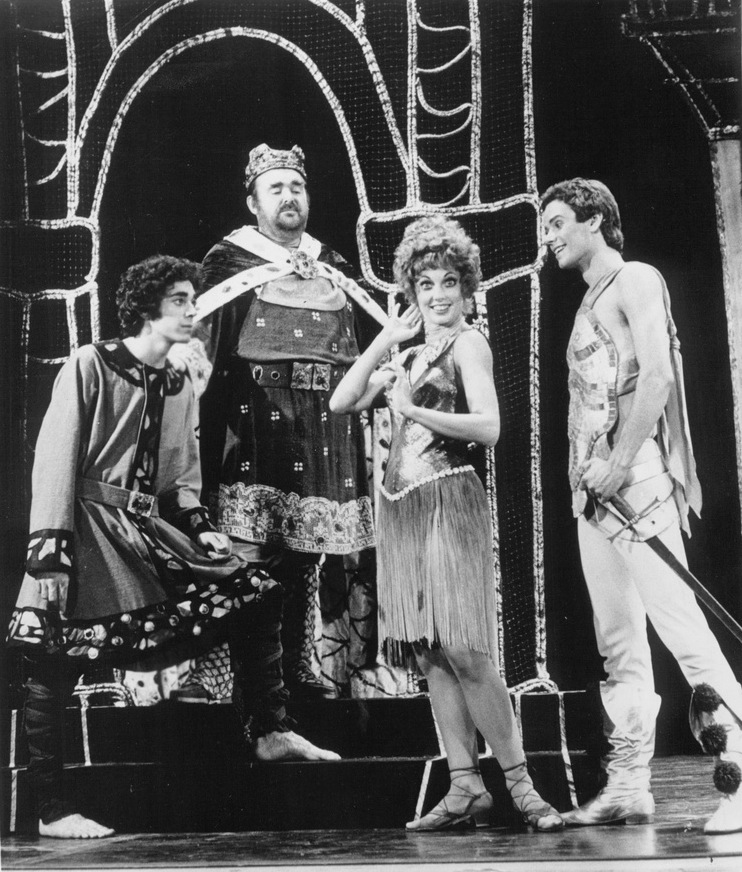
Foto di scena di Pippin (1975) con un giovane Barry Williams

Pippin è un musical di Broadway con musiche di Stephen Schwartz e libretto di Roger O. Hirson e Bob Fosse.
Pippin debuttò al di Broadway il 23 ottobre 1972, diretto da Bob Fosse e rimase in scena per 1949 repliche fino alla chiusura nel giugno 1977. L'anno successivo il musical, sempre diretto da Fosse, debuttò a Londra all'His Majesty's Theatre e rimase in scena per 85 performance.
Il musical racconta la vita di Pippin (immaginario figlio di Carlo Magno), così come viene messa in scena da una compagnia di attori guidati dal capocomico (leading player), una figura bizzarra e quasi demoniaca. Pippin è un ragazzo insoddisfatto della propria vita e insicuro su cosa fare e nel corso dello spettacolo tenterà vari espedienti per trovare finalmente il senso della sua esistenza.

## Brani musicali
- "Magic to Do" – Capocomico ed ensemble
- "Corner of the Sky" – Pippin
- "Welcome Home" – Charlemagne, Pippin
- "War Is a Science" – Charlemagne, Pippin, e soldati
- "Glory" – Capocomico ed ensemble
- "Simple Joys" – Capocomico
- "No Time at All" – Berthe ed ensemble
- "With You" – Pippin
- "Spread a Little Sunshine" – Fastrada ed ensemble
- "Morning Glow" – Pippin ed ensemble

- "On the Right Track" – Capocomico e Pippin
- "And There He Was" – Catherine
- "Kind of Woman" – Catherine ed Ensemble
- "Extraordinary" – Pippin
- "Prayer for a Duck" – Pippin, Theo e Catherine
- "Love Song" – Pippin e Catherine
- "I Guess I'll Miss the Man" – Catherine
- "Finale/Magic Shows and Miracles" – Capocomico, Fastrada, Pippin ed ensemble
- "Corner of the Sky (Reprise)" – Theo

## Cast principali
|             | Broadway, 1972      | Sostituzioni notevoli              | Londra, 1973      | Concerto di New York, 2004                                              | Broadway, 2013       | Sostituzioni notevoli                                     |
| ----------- | ------------------- | ---------------------------------- | ----------------- | ----------------------------------------------------------------------- | -------------------- | --------------------------------------------------------- |
| Pippin      | John Rubinstein     | William Katt                       | Paul Jones        | Michael Arden                                                           | Matthew James Thomas | Kyle Dean Massey, Josh Kaufman                            |
| Capocomico  | Ben Vereen          | Samuel E. Wright, Irving Allen Lee | Northern Colloway | Rosie O'Donnell, Darius de Haas, Billy Porter, Kate Shindle, Ben Vereen | Patina Miller        | Ariana DeBose, Carly Hughes, Ciara Renee                  |
| Carlo Magno | Eric Barry          | -                                  | John Turner       | Terrence Mann                                                           | Terrence Mann        | John Dossett, John Rubinstein                             |
| Catherine   | Jill Clayburgh      | Betty Buckley                      | Patricia Hodge    | Laura Benanti                                                           | Rachel Bay Jones     | -                                                         |
| Fastrada    | Leland Palmer       | Priscilla Lopez                    | Diane Langton     | Julia Murney                                                            | Charlotte d'Amboise  | -                                                         |
| Berthe      | Irene Ryan          | Lucie Lancaster                    | Elisabeth Welch   | Charles Busch                                                           | Andrea Martin        | Tovah Feldshuh, Priscilla Lopez, Lucie Arnaz, Annie Potts |
| Lewis       | Christopher Chadman | -                                  | Bobby Bannerman   | Cameron Mathison                                                        | Erik Altemus         | -                                                         |